# Броди (Радомський повіт)
Броди (пол. Brody) — село в Польщі, у гміні Ястшембія Радомського повіту Мазовецького воєводства.
Населення — 104 особи (2011).
У 1975-1998 роках село належало до Радомського воєводства.

## Демографія
Демографічна структура станом на 31 березня 2011 року:
|          | Загалом | Допрацездатний вік | Працездатний вік | Постпрацездатний вік |
| -------- | ------- | ------------------ | ---------------- | -------------------- |
| Чоловіки | 59      | 16                 | 38               | 5                    |
| Жінки    | 45      | 6                  | 26               | 13                   |
| Разом    | 104     | 22                 | 64               | 18                   |